# Giro delle Fiandre
Il Giro delle Fiandre (in olandese Ronde van Vlaanderen, o anche solo De Ronde) è una corsa in linea maschile e femminile di ciclismo su strada professionistico, una delle cinque cosiddette "classiche monumento", che si svolge annualmente nelle Fiandre, in Belgio: si disputa di regola la prima domenica di aprile, una settimana prima della Parigi-Roubaix, ed è in ordine di calendario la prima delle grandi classiche della "campagna del Nord", cioè il gruppo di corse che si corrono in primavera tra Francia, Belgio e Paesi Bassi (dal 1989 è stato inserito nel calendario della Coppa del mondo e dal 2005 in quello dell'UCI ProTour; dal 2010 fa parte del Calendario mondiale UCI, oggi World Tour.); il record di vittorie (3) è condiviso da 7 ciclisti: i belgi Achiel Buysse, Tom Boonen, Eric Leman e Johan Museeuw, lo svizzero Fabian Cancellara, l'olandese Mathieu van der Poel e l'italiano Fiorenzo Magni; quest’ultimo è stato finora l’unico corridore in grado di vincere la corsa per tre volte di seguito, nel 1949, nel 1950 e nel 1951, tanto che i locali lo soprannominarono il Leone delle Fiandre.

## Storia

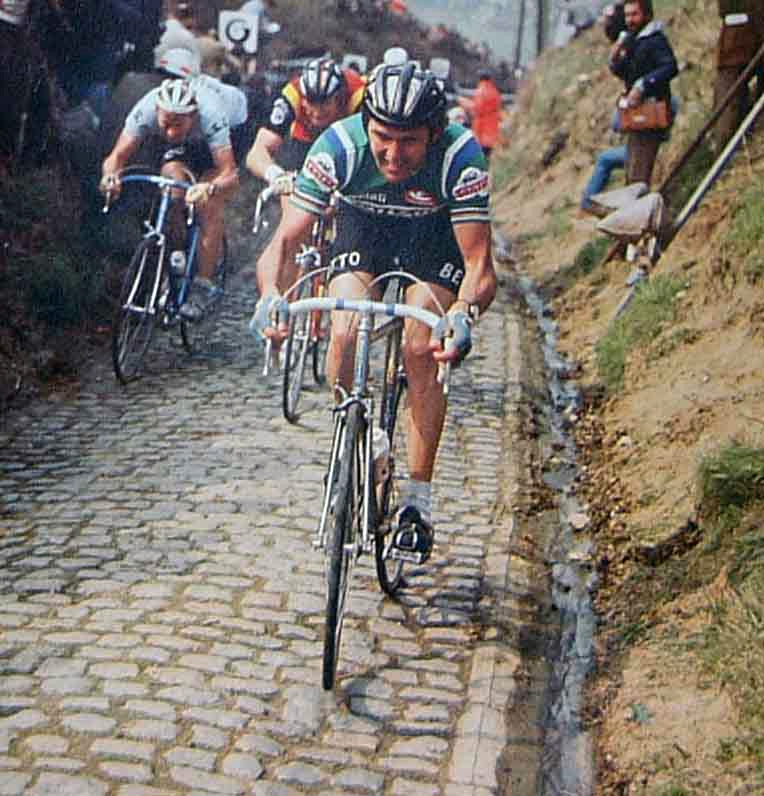
Il belga Roger De Vlaeminck mentre scala il Koppenberg

Ideata dal giornalista Karel Van Wynendaele, fondatore del giornale SportWereld, la corsa si tenne per la prima volta il 25 maggio 1913: quella prima edizione prevedeva un percorso di 330 chilometri che passava in tutte le più caratteristiche località del Belgio, come Gand e Bruges, nel cuore delle Fiandre. Vi parteciparono 37 corridori. Interrotta dopo due sole edizioni a causa della prima guerra mondiale, la corsa riprese nel 1919. Da allora si è tenuta ininterrottamente, unica grande classica a non aver subito interruzioni durante la seconda guerra mondiale.
I plurivincitori della corsa sono Achiel Buysse, Fiorenzo Magni, Eric Leman, Johan Museeuw, Tom Boonen, Fabian Cancellara e Mathieu van der Poel con tre vittorie ciascuno. Magni è il solo ad aver vinto tre edizioni consecutive, dal 1949 al 1951, tripletta che gli ha valso il soprannome di "Leone delle Fiandre".

## Tratto da percorrere
Gli elementi caratterizzanti di questa corsa sono i "muri", tratti di salita brevi ma molto ripidi, spesso pavimentati in pavé. Negli ultimi anni il percorso del Fiandre si svolge sulla distanza di 250–260 km e attraversa, anche più di una volta durante la stessa gara, circa 15-18 muri. L'edizione 2017 ha preso il via dalla città di Anversa.
Il muro più famoso e difficile è considerato il Muro di Grammont, o "Muur van Geraardsbergen" in fiammingo. Presente nel percorso dal 1969 al 2011, costituiva in genere la penultima difficoltà della corsa, posta a circa 15 km dall'arrivo, e molto spesso uno dei punti decisivi per le sorti della gara. Lo spostamento del traguardo, deciso a partire dall'edizione 2012, da Meerbeke, ove si arrivava dal 1973, a Oudenaarde ha comportato però l'esclusione del Muro di Grammont dal percorso. Nell'edizione del 2017 il Muur-Kapelmuur (nome uffiiciale del Muro di Grammont) è stato reintrodotto nel percorso di gara.
Altri celebri muri, tutti per intero o almeno in parte pavimentati in pavé, sono il Vecchio Kwaremont, o "Oude Kwaremont", il Bosberg, inserito per la prima volta nel 1975 e fino al 2011 ultima asperità della gara, il Koppenberg, il Molenberg e il Paterberg, dal 2012 ultimo muro prima del traguardo dopo l'esclusione del Bosberg.

## I muri
Le brevi e ripide colline delle Ardenne fiamminghe sono una caratteristica distintiva del Giro, luoghi in cui gli spettatori si riuniscono in grandi masse per vedere la gara. Nelle ultime edizioni i muri inclusi nel percorso sono stati da 17 a 19. Ogni salita ha le sue caratteristiche. Ad esempio, il Kwaremont è lungo ben 2,2 km, ma è relativamente poco ripido. Il Paterberg invece è breve ma la pendenza è brutalmente ripida, al 20%. Il Koppenberg è il muro più ripido della corsa, con pendenza al 22%, con una strada molto stretta e un pavé molto irregolare. Altre salite famose includono l'Eikenberg, Molenberg e il Taaienberg.
Muri
Per l'edizione 2017 i muri del Giro delle Fiandre sono:
| Numero | Nome             | Km al traguardo | Pavimentazione | Lunghezza (m) | Pendenza media | Pendenza massima |
| ------ | ---------------- | --------------- | -------------- | ------------- | -------------- | ---------------- |
| 1      | Oude Kwaremont   | 145             | ciottoli       | 2.200         | 4,2%           | 11,6%            |
| 2      | Kortekeer        | 134             | asfalto        | 1.000         | 6,4%           | 17,1%            |
| 3      | Eikenberg        | 127             | ciottoli       | 1.200         | 5,2%           | 10%              |
| 4      | Wolvenberg       | 124             | asfalto        | 645           | 7,9%           | 17,3%            |
| 5      | Leberg           | 115             | asfalto        | 950           | 4,2%           | 13,8%            |
| 6      | Berendries       | 111             | asfalto        | 940           | 7%             | 12,3%            |
| 7      | Tenbosse         | 106             | ciottoli       | 450           | 6,9%           | 8,7%             |
| 8      | Muur/Kapelmuur   | 95              | ciottoli       | 750           | 9%             | 20%              |
| 9      | Pottelberg       | 77              | asfalto        | 1.353         | 6,5%           | 6,5%             |
| 10     | Kanarieberg      | 71              | asfalto        | 1.000         | 7,7%           | 14%              |
| 11     | Oude Kwaremont   | 55              | ciottoli       | 2.200         | 4,2%           | 11,6%            |
| 12     | Paterberg        | 51              | ciottoli       | 360           | 9,4%           | 22%              |
| 13     | Koppenberg       | 45              | ciottoli       | 700           | 11,6%          | 22%              |
| 14     | Steenbeekdries   | 40              | ciottoli       | 700           | 5,3%           | 12,8%            |
| 15     | Taaienberg       | 37              | ciottoli       | 530           | 6,6%           | 15.8%            |
| 16     | Kruisberg/Hotond | 26              | ciottoli       | 2.500         | 5%             | 9%               |
| 17     | Oude Kwaremont   | 17              | ciottoli       | 2.200         | 4,2%           | 11,6%            |
| 18     | Paterberg        | 13              | ciottoli       | 360           | 9,4%           | 22%              |

## Albo d'oro

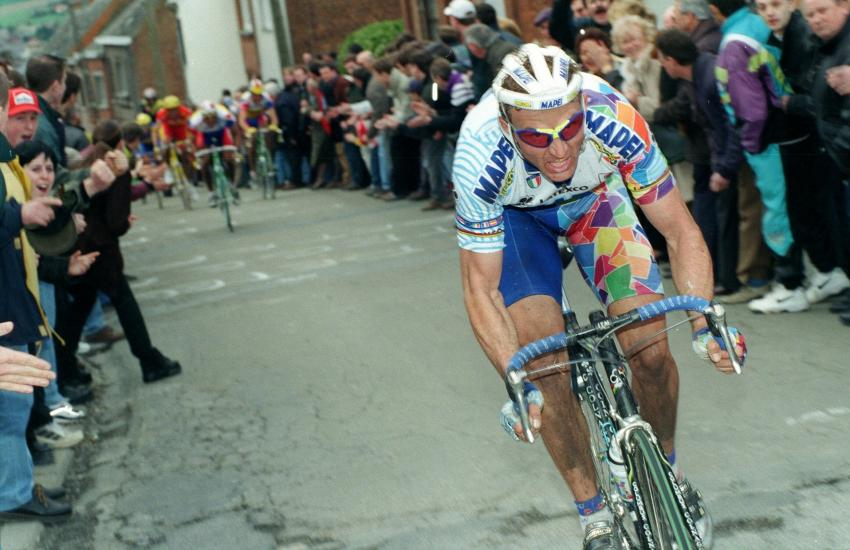
Il belga Johan Museeuw, vincitore in tre edizioni.

Aggiornato all'edizione 2025.
| Anno    | Vincitore                                         | Secondo                                           | Terzo                                             |
| ------- | ------------------------------------------------- | ------------------------------------------------- | ------------------------------------------------- |
| 1913    | Paul Deman                                        | Joseph Van Daele                                  | Victor Doms                                       |
| 1914    | Marcel Buysse                                     | Henri Van Lerberghe                               | Pierre Van De Velde                               |
| 1915-18 | non disputate a causa della prima guerra mondiale | non disputate a causa della prima guerra mondiale | non disputate a causa della prima guerra mondiale |
| 1919    | Henri Van Lerberghe                               | Léon Buysse                                       | Jules Van Hevel                                   |
| 1920    | Jules Van Hevel                                   | Albert Dejonghe                                   | Alfons Van Hecke                                  |
| 1921    | René Vermandel                                    | Jules Van Hevel                                   | Louis Budts                                       |
| 1922    | Léon Devos                                        | Jean Brunier                                      | Francis Pélissier                                 |
| 1923    | Heiri Suter                                       | Charles Deruyter                                  | Albert Dejonghe                                   |
| 1924    | Gérard Debaets                                    | René Vermandel                                    | Félix Sellier                                     |
| 1925    | Julien Delbecque                                  | Joseph Pé                                         | Hector Martin                                     |
| 1926    | Denis Verschueren                                 | Gustaaf Van Slembrouck                            | Raymond Decorte                                   |
| 1927    | Gérard Debaets                                    | Gustaaf Van Slembrouck                            | Maurice Dewaele                                   |
| 1928    | Jan Mertens                                       | Auguste Mortelmans                                | Louis Delannoy                                    |
| 1929    | Joseph Dervaes                                    | Georges Ronsse                                    | Alfred Hamerlinck                                 |
| 1930    | Frans Bonduel                                     | Aimé Dossche                                      | Emilie Joly                                       |
| 1931    | Romain Gijssels                                   | César Bogaert                                     | Jean Aerts                                        |
| 1932    | Romain Gijssels                                   | Alfons Deloor                                     | Alfred Hamerlinck                                 |
| 1933    | Alphons Schepers                                  | Léon Tommies                                      | Romain Gijssels                                   |
| 1934    | Gaston Rebry                                      | Alphons Schepers                                  | Félicien Vervaecke                                |
| 1935    | Louis Duerloo                                     | Éloi Meulenberg                                   | Corneille Leemans                                 |
| 1936    | Louis Hardiquest                                  | Edgard De Caluwé                                  | François Neuville                                 |
| 1937    | Michel D'Hooghe                                   | Hubert Deltour                                    | Louis Hardiquest                                  |
| 1938    | Edgard De Caluwé                                  | Sylvère Maes                                      | Marcel Kint                                       |
| 1939    | Karel Kaers                                       | Romains Maes                                      | Edward Vissers                                    |
| 1940    | Achiel Buysse                                     | Georges Christiaens                               | Alberic Schotte                                   |
| 1941    | Achiel Buysse                                     | Gustave Van Overloop                              | Odiel Van Den Meerschaut                          |
| 1942    | Alberic Schotte                                   | Georges Claes                                     | Robert Van Eenaeme                                |
| 1943    | Achiel Buysse                                     | Albert Sercu                                      | Camille Beeckman                                  |
| 1944    | Rik Van Steenbergen                               | Alberic Schotte                                   | Jef Moerenhout                                    |
| 1945    | Sylvain Grysolle                                  | Albert Sercu                                      | Jef Moerenhout                                    |
| 1946    | Rik Van Steenbergen                               | Louis Thiétard                                    | Alberic Schotte                                   |
| 1947    | Emiel Faignaert                                   | Roger De Smet                                     | Henry Renders                                     |
| 1948    | Alberic Schotte                                   | Albert Ramon                                      | Marcel Rijckaert                                  |
| 1949    | Fiorenzo Magni                                    | Valère Ollivier                                   | Alberic Schotte                                   |
| 1950    | Fiorenzo Magni                                    | Alberic Schotte                                   | Louis Caput                                       |
| 1951    | Fiorenzo Magni                                    | Bernard Gauthier                                  | Attilio Redolfi                                   |
| 1952    | Roger Decock                                      | Loretto Petrucci                                  | Alberic Schotte                                   |
| 1953    | Wim van Est                                       | Désiré Keteleer                                   | Bernard Gauthier                                  |
| 1954    | Raymond Impanis                                   | François Mahé                                     | Alphonse Vandenbrande                             |
| 1955    | Louison Bobet                                     | Hugo Koblet                                       | Rik Van Steenbergen                               |
| 1956    | Jean Forestier                                    | Stan Ockers                                       | Léon Van Daele                                    |
| 1957    | Fred De Bruyne                                    | Joseph Planckaert                                 | Norbert Kerckhove                                 |
| 1958    | Germain Derycke                                   | Willy Truye                                       | Angelo Conterno                                   |
| 1959    | Rik Van Looy                                      | Frans Schoubben                                   | Gilbert Desmet                                    |
| 1960    | Arthur De Cabooter                                | Jean Graczyk                                      | Rik Van Looy                                      |
| 1961    | Tom Simpson                                       | Nino Defilippis                                   | Jo de Haan                                        |
| 1962    | Rik Van Looy                                      | Michel Van Aerde                                  | Norbert Kerckhove                                 |
| 1963    | Noël Foré                                         | Frans Melckenbeeck                                | Tom Simpson                                       |
| 1964    | Rudi Altig                                        | Benoni Beheyt                                     | Jo de Roo                                         |
| 1965    | Jo de Roo                                         | Edward Sels                                       | Georges Van Coningsloo                            |
| 1966    | Edward Sels                                       | Adriano Durante                                   | Georges Vandenberghe                              |
| 1967    | Dino Zandegù                                      | Noël Foré                                         | Eddy Merckx                                       |
| 1968    | Walter Godefroot                                  | Rudi Altig                                        | Jan Janssen                                       |
| 1969    | Eddy Merckx                                       | Felice Gimondi                                    | Marino Basso                                      |
| 1970    | Eric Leman                                        | Walter Godefroot                                  | Eddy Merckx                                       |
| 1971    | Evert Dolman                                      | Frans Kerremans                                   | Cyrille Guimard                                   |
| 1972    | Eric Leman                                        | André Dierickx                                    | Frans Verbeeck                                    |
| 1973    | Eric Leman                                        | Freddy Maertens                                   | Eddy Merckx                                       |
| 1974    | Cees Bal                                          | Frans Verbeeck                                    | Eddy Merckx                                       |
| 1975    | Eddy Merckx                                       | Frans Verbeeck                                    | Marc Demeyer                                      |
| 1976    | Walter Planckaert                                 | Francesco Moser                                   | Marc Demeyer                                      |
| 1977    | Roger De Vlaeminck                                | Walter Godefroot                                  | Jan Raas                                          |
| 1978    | Walter Godefroot                                  | Michel Pollentier                                 | Gregor Braun                                      |
| 1979    | Jan Raas                                          | Marc Demeyer                                      | Daniel Willems                                    |
| 1980    | Michel Pollentier                                 | Francesco Moser                                   | Jan Raas                                          |
| 1981    | Hennie Kuiper                                     | Frits Pirard                                      | Jan Raas                                          |
| 1982    | René Martens                                      | Eddy Planckaert                                   | Rudy Pevenage                                     |
| 1983    | Jan Raas                                          | Ludo Peeters                                      | Marc Sergeant                                     |
| 1984    | Johan Lammerts                                    | Sean Kelly                                        | Jean-Luc Vandenbroucke                            |
| 1985    | Eric Vanderaerden                                 | Phil Anderson                                     | Hennie Kuiper                                     |
| 1986    | Adrie van der Poel                                | Sean Kelly                                        | Jean-Philippe Vandenbrande                        |
| 1987    | Claude Criquielion                                | Sean Kelly                                        | Eric Vanderaerden                                 |
| 1988    | Eddy Planckaert                                   | Phil Anderson                                     | Adrie van der Poel                                |
| 1989    | Edwig Van Hooydonck                               | Herman Frison                                     | Dag Otto Lauritzen                                |
| 1990    | Moreno Argentin                                   | Rudy Dhaenens                                     | John Talen                                        |
| 1991    | Edwig Van Hooydonck                               | Johan Museeuw                                     | Rolf Sørensen                                     |
| 1992    | Jacky Durand                                      | Thomas Wegmüller                                  | Edwig Van Hooydonck                               |
| 1993    | Johan Museeuw                                     | Frans Maassen                                     | Dario Bottaro                                     |
| 1994    | Gianni Bugno                                      | Johan Museeuw                                     | Andrei Tchmil                                     |
| 1995    | Johan Museeuw                                     | Fabio Baldato                                     | Andrei Tchmil                                     |
| 1996    | Michele Bartoli                                   | Fabio Baldato                                     | Johan Museeuw                                     |
| 1997    | Rolf Sørensen                                     | Frédéric Moncassin                                | Franco Ballerini                                  |
| 1998    | Johan Museeuw                                     | Stefano Zanini                                    | Andrei Tchmil                                     |
| 1999    | Peter Van Petegem                                 | Frank Vandenbroucke                               | Johan Museeuw                                     |
| 2000    | Andrei Tchmil                                     | Dario Pieri                                       | Romāns Vainšteins                                 |
| 2001    | Gianluca Bortolami                                | Erik Dekker                                       | Denis Zanette                                     |
| 2002    | Andrea Tafi                                       | Johan Museeuw                                     | Peter Van Petegem                                 |
| 2003    | Peter Van Petegem                                 | Frank Vandenbroucke                               | Stuart O'Grady                                    |
| 2004    | Steffen Wesemann                                  | Leif Hoste                                        | Dave Bruylandts                                   |
| 2005    | Tom Boonen                                        | Andreas Klier                                     | Peter Van Petegem                                 |
| 2006    | Tom Boonen                                        | Leif Hoste                                        | George Hincapie                                   |
| 2007    | Alessandro Ballan                                 | Leif Hoste                                        | Luca Paolini                                      |
| 2008    | Stijn Devolder                                    | Nick Nuyens                                       | Juan Antonio Flecha                               |
| 2009    | Stijn Devolder                                    | Heinrich Haussler                                 | Philippe Gilbert                                  |
| 2010    | Fabian Cancellara                                 | Tom Boonen                                        | Philippe Gilbert                                  |
| 2011    | Nick Nuyens                                       | Sylvain Chavanel                                  | Fabian Cancellara                                 |
| 2012    | Tom Boonen                                        | Filippo Pozzato                                   | Alessandro Ballan                                 |
| 2013    | Fabian Cancellara                                 | Peter Sagan                                       | Jürgen Roelandts                                  |
| 2014    | Fabian Cancellara                                 | Greg Van Avermaet                                 | Sep Vanmarcke                                     |
| 2015    | Alexander Kristoff                                | Niki Terpstra                                     | Greg Van Avermaet                                 |
| 2016    | Peter Sagan                                       | Fabian Cancellara                                 | Sep Vanmarcke                                     |
| 2017    | Philippe Gilbert                                  | Greg Van Avermaet                                 | Niki Terpstra                                     |
| 2018    | Niki Terpstra                                     | Mads Pedersen                                     | Philippe Gilbert                                  |
| 2019    | Alberto Bettiol                                   | Kasper Asgreen                                    | Alexander Kristoff                                |
| 2020    | Mathieu van der Poel                              | Wout Van Aert                                     | Alexander Kristoff                                |
| 2021    | Kasper Asgreen                                    | Mathieu van der Poel                              | Greg Van Avermaet                                 |
| 2022    | Mathieu van der Poel                              | Dylan van Baarle                                  | Valentin Madouas                                  |
| 2023    | Tadej Pogačar                                     | Mathieu van der Poel                              | Mads Pedersen                                     |
| 2024    | Mathieu van der Poel                              | Luca Mozzato                                      | Nils Politt                                       |
| 2025    | Tadej Pogačar                                     | Mads Pedersen                                     | Mathieu van der Poel                              |

## Statistiche

### Vittorie per nazione
Aggiornato al 2025.
| Pos. | Nazione       | Vittorie |
| ---- | ------------- | -------- |
| 1    | Belgio        | 69       |
| 2    | Paesi Bassi   | 13       |
| 3    | Italia        | 11       |
| 4    | Svizzera      | 4        |
| 5    | Francia       | 3        |
| 6    | Germania      | 2        |
| 6    | Danimarca     | 2        |
| 6    | Slovenia      | 2        |
| 9    | Gran Bretagna | 1        |
| 9    | Norvegia      | 1        |
| 9    | Slovacchia    | 1        |

### Plurivincitori
Sette corridori hanno ottenuto tre vittorie:

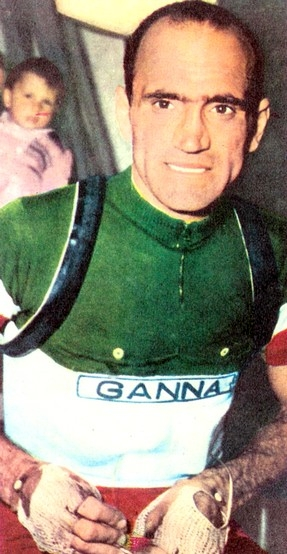
Fiorenzo Magni è uno dei 7 corridori che hanno vinto il Giro delle Fiandre per 3 volte (1949, 1950 e 1951) e per questo era stato soprannominato "il Leone delle Fiandre" dagli stessi belgi

- Achiel Buysse nel 1940, 1941 e 1943;
- Fiorenzo Magni nel 1949, 1950 e 1951;
- Eric Leman nel 1970, 1972 e 1973;
- Johan Museeuw nel 1993, 1995 e 1998;
- Tom Boonen nel 2005, 2006 e 2012;
- Fabian Cancellara nel 2010, 2013 e 2014.
- Mathieu van der Poel nel 2020, 2022 e 2024

Dodici corridori hanno ottenuto due successi:
- Gerard Debaets nel 1924 e 1927;
- Romain Gijssels nel 1931 e 1932;
- Briek Schotte nel 1942 e 1948;
- Rik Van Steenbergen nel 1944 e 1946;
- Rik Van Looy nel 1959 e 1962;
- Walter Godefroot nel 1968 e 1978;
- Eddy Merckx nel 1969 e 1975;
- Jan Raas nel 1979 e 1983;
- Edwig Van Hooydonck nel 1989 e 1991;
- Peter Van Petegem nel 1999 e 2003;
- Stijn Devolder nel 2008 e 2009;
- Tadej Pogačar nel 2023 e 2025.